# Caustis blakei
Caustis blakei là một loài thực vật có hoa trong họ Cói. Loài này được Kük. ex S.T.Blake mô tả khoa học đầu tiên năm 1943.